# Christiaan Verveer
Christiaan Verveer (Rotterdam, 14 januari 1801 - Den Haag, 13 mei 1845) was een Nederlands fabrikant en ingenieur.
Oorspronkelijk was hij officier bij de Koninklijke Marine en werkzaam bij het Rijksetablissement bij de fabriek van John Cockerill te Seraing, waar hij kennis van stoommachines opdeed.
Vervolgens startte hij in Amsterdam een spijkerfabriek. In 1838 begon deze op het Roeterseiland gelegen fabriek ook stoomwerktuigen te vervaardigen, waaronder in 1840 de locomotief Amstel voor de Hollandsche IJzeren Spoorweg-Maatschappij, naar het voorbeeld van de Jupiter van de Rijn Spoorweg (RS).
Hij bouwde daarna nog diverse locomotieven en ook het eerste in Nederland gebouwde ijzeren stoomkoopvaardijschip, de Koning Willem II, dat de vaart tussen Antwerpen en Rotterdam ging onderhouden. Dit schip was 31 meter lang.
In 1843 werd Verveers bedrijf al geliquideerd, waarna hij als ingenieur nog toezicht hield op de stoomgemalen bij de drooglegging van de Haarlemmermeer.